# BFG科技
BFG科技(BFG Technologies)2002年8月成立於美國伊利諾州森林湖市，是一家電腦顯示卡供應商與提供電腦整機定制服務的公司。著名產品包括基於nVIDIA晶片的顯示卡、主機板及電源供應器。BFG科技曾是nVIDIA的AIC合作夥伴之一。該公司的產品只在北美及歐洲市場銷售。2010年9月，由於其經營不善，破產倒閉。

## 公司歷史
- 2002年8月公司創立
- 2007年1月29日推出水冷版GeForce 8800 GTX顯示卡
- 2007年5月4日推出水冷版GeForce 8800 Ultra顯示卡
- 2008年3月18日推出GeForce 9800 GX2顯示卡
- 2008年4月24日宣佈進入電源供應器市場
- 2008年6月16日推出水冷版GeForce GTX 280顯示卡
- 2009年1月5日推出Phobos家庭影院系統
- 2009年10月12日推出採用SLI技術的Deimos X-10筆記型電腦
- 2010年5月18日宣佈退出顯示卡市場[3]
- 2010年7月6日宣佈退出電源供應器市場[4]
- 2010年8月宣佈停止對舊有顯示卡或電源供應器等產品的保固服務[5]